# Сибор, Борис Осипович
Борис Осипович Сибо́р (настоящая фамилия — Лифшиц; 1880—1961) — российский и советский скрипач, музыкальный педагог, заслуженный артист Республики (1925).

## Биография
Учился у Леопольда Ауэра, затем женился на его дочери Надежде (1876—1976). В 1906 году был в числе основателей московской Народной консерватории. Во время революции и Гражданской войны жил в Крыму, затем в Сибири. Вернувшись в Москву, с 1923 года профессор МГК имени П. И. Чайковского, затем консультант по классу скрипки в детской музыкальной школе № 1 Ленинского района Москвы (ныне ДМШ имени Р. М. Глиэра). Автор учебно-методических пособий, транскрипций для скрипки произведений других композиторов.
Учениками Бориса Сибора в разное время были А. Абраменков, И. Галамян, К. Мострас, Е. Страхов, К. Домбаев, П. Макаренко.
Дочь — арфистка и музыкальный педагог Наталья Борисовна Сибор (1903 — после 1995), профессор академии музыки имени Гнесиных. Другая дочь Лиза умерла в августе 1920 года от бешенства, шестнадцати лет.
Похоронен на Армянском кладбище в Москве.

## Награды
- заслуженный артист Республики (1925)
- орден Трудового Красного Знамени (28.12.1946)

## Знаменитые ученики
- Шпильберг, Илья Абрамович